# أنانية عقلانية
في الفلسفة الأخلاقية، تعد الأنانية العقلانية (بالإنجليزية: rational egoism وتعرف أيضًا rational selfishness أو egotism) هو المبدأ القائل بأن التصرف يكون رشيدًا إذا كان يعظم مصلحة الفرد الذاتية فقط. ويعد هذا الرأي شكلاً معياريًا من أشكال الأنانية. ومع ذلك، فإنها تختلف عن الأشكال الأخرى للأنانية، مثل الأنانية الأخلاقية والأنانية النفسية. ففي الوقت الذي تعالج فيه الأنانية النفسية الدافع والأنانية الأخلاقية الأخلاق، فإن الأنانية الرشيدة تتعلق بـالرشد (حيث أن الرشد قد يرتبط وقد لا يرتبط بالأخلاق). كما تختلف الأنانية الأخلاقية عن اللاأخلاقية.

## فلسفة
كانت الأنانية العقلانية محل نقاش في القرن التاسع عشر بواسطة هنري سيد غويك في أساليب الأخلاقيات. وأسلوب الأخلاق هو «أي إجراء عقلاني نحدد عن طريقه ما الذي» ينبغي«على الإنسان - أو ما هو» صواب«لهم - القيام به، أو أن يسعى لتحقيقه بمحض اختياره». ويرى سيد غويك أن هناك ثلاثة إجراءات وهي: الأنانية العقلانية، والحدسية العقائدية، والنفعية. فالأنانية العقلانية، إذا كانت كذلك، هي الرأي القائل بأن «اعتبار الفرد لمقدار السعادة والألم المترتبين وحدهما هو الأهم عند الاختيار بين بدائل التصرف؛ فضلاً عن السعي الدائم للحصول على أعظم قدر من السعادة بما يتجاوز الألم».
وجد سيد غويك أن من الصعب العثور على أي سبب مقنع يدفعنا لتفضيل الأنانية العقلانية على النفعية. على الرغم من أنه من الممكن طرح أساس عقلاني للنفعية وتوفيقها مع أخلاقيات الصالح العام، فإن الأنانية العقلانية تبدو وكأنها هي الأخرى مبدأ معقول مماثل فيما يتعلق بالشيء الذي لدينا أكثر من سبب للقيام به. وبالتالي علينا "قبول وجود تناقض نهائي وأساسي في حدسنا الواضح لما هو مقبول في السلوك؛ ومن هذا القبول يبدو وكأن اتباعنا للعملية الحدسية الواضحة للعقل العملي، الذي يظهر في هذه الأحكام المتناقضة، هو في النهاية وهمي.

### النقد
قدم الفيلسوف الإنجليزي ديريك بارفيت، الذي ناقش نظرية الأنانية العقلانية مطولاً في كتاب عقول وأشخاص اعتراضين عليها. أولاً: من المنظور الأناني العقلاني، من الرشد الاشتراك في نظام رواتب التقاعد الآن، على الرغم من أن هذا إضرار بمصالح الفرد الحالية (وهي أن تنفق الأموال الآن). ولكن من العقلاني أيضًا تعظيم مصالح الفرد الآن، علمًا بأن أسباب الفرد لا تتعلق به فقط، ولكن تتعلق به أيضًا كما هو الآن (وليس في المستقبل، الذي يقال بأنه سيكون شخصًا مختلفًا). كما يقول بارفيت أنه نظرًا لأن العلاقات بين الحالة العقلية الحاضرة والحالة العقلية لمستقبل الشخص قد تقل، فمن غير المعقول ادعاء أن على المرء التحلي بالحيادية بين حاضره ومستقبله.

## آين راند
كما ناقشت المؤلفة آين راند النظرية التي أطلقت عليها «الأنانية العقلانية» (أو أكثر تحديدًا: «الاهتمام بالذات العقلاني»). فتعتقد أنه من غير المنطقي واللاأخلاقي أن يتصرف المرء بما يتعارض مع مصالحه الذاتية. وبالتالي، فإن رأيها يعد ربطًا بين الأنانية العقلانية (بالمعنى القياسي) والأنانية الأخلاقية، لأنه وفقًا لنظرية الموضوعية لا يمكن تبرير الأنانية تبريرًا صحيحًا دون نظرية المعرفة التي تعتمد على العقل:
فيقدم كتابها فضيلة الأنانية (1964) شرحًا وافيًا لمفهوم الأنانية العقلانية. ووفقًا لراند، فإن الرجل العقلاني يؤمن أن حياته هي أغلى ما يملك، وأن العقلانية هي الفضيلة العليا، وسعادته هي أسمى أهداف حياته.
وبالعكس، انتقدت راند المبدأ الأخلاقي للإيثار: